# Аги и ја (књига)
Аги и ја: три приче о Чуду (енгл. Auggie & Me : Three Wonder Stories) је савремени роман за децу који је написала Р. Х. Паласио и објављен 2014. године. На српски језик књигу је објавила издавачка кућа Дерета 2018. године у преводу Николе Живановића.

## Радња
Аги и ја : три приче о Чуду је књига која прати књигу Чудо. Дирљива прича о дечаку Августу Пулману, десетогодишњаку са деформацијом лица, његовим збивањима у школи Бичер, друговима и другарицама, родитељима и сестри Вији, настављамо да пратимо у овој књизи, али из мало другачије перспективе - из угла школског силеџије Јулијана, из угла Агијевог давнашњег пријатеља Кристофера и, на крају, из угла Агијеве нове школске другарице Шарлот.
Књига није замишљена као класичан наставак Чуда, јер не прати даље догађаје из живота Агија Пулмана - то је овде препуштено машти читалаца. У фокусу је његов утицај на животе ова три јунака. Паласио нам показује кроз та три лика и њихове приче како иста прича може имати различита тумачења, зависно од ока посматрача. Сазнајемо да ли је Јулијан заиста само безобзирни силеџија или се испод тог оклопа окрутности крије сасвим нешто друго, са каквим изазовима и искушењима је Кристофер морао да се суочи због свог пријатељства са Агијем, и због чега је заправо Шарлот добра и љубазна према Агију.
Приче у књизи Јулијаново путовање, Плутон и Шингалинг, су све три првобитно објављене као кратке е-књиге. Сасвим су независне и свака се бави ликовима који се у друге две приче појављују само повремено, или их уопште нема. Све имају нешто заједничко, а то је Аги Пулман. Аги као неизоставан део њихових живота, он утиче да се промене.
Јулијана смо у Чуду упознали као дечака који је зао, његови надимци Агија, његови погледи...равни су насилништву. Одакле потиче тај његов бес, шта је са њим и зашто је такав сазнајемо из приче у овој књизи. Ауторка га не ослобађа кривице за његове поступке, већ покушава да га разуме. Он је само дете које се ружно понашало, али то не значи да је "лоше дете". Да ли ће се искупити за своје поступке, може ли, да ли жели - то су питања која је ауторка поставила и на која је одговорила у причи у Јулијановом поглављу. Друга прича Плутон, испричана из перспективе Агијевог најстаријег пријатеља Кристофера, који се одселио неколико година пре догађаја који се збивају у Чуду, нам осликава Агијев живот пре школе Бичер... Кристофер је сведок Агијевих првих недаћа и туга, операција, када је у њихову породичну кућу стигао пас Дејзи...Сада када је Кристофер старији, бори се са изазовима који су неминовни јер је остао Агијев пријатељ, а то су нападни погледи, непријатне реакције нових пријатеља. Да ли ће Кристофер остати веран пријатељ или ће напустити Агија, доноси ова прича. Трећа прича, испричана је из Шарлотине перспективе, једине девојчице коју је господин Турсон изабрао да буде међу Агијевим другарима за дочек. Шарлот је у Чуду пријатељски наклољена према Агију, не подржава децу која су зла према њему. Ова прича доноси детаље о животу Шарлот Коди у школи Бичер током петог разреда, године о којој Аги ништа не зна - плесни перформанс, злобне девојке, стара пријатељства - разоткрива живот обичног детета које се нашло у необичним околностима.
Књига попут Чуда говори о пријатељству, лојалности, племенитости и љубазности и учи децу и младе, као и старије, о значају саосећања, прихватања различитости, толеранције и пристојног опхођења према другима.

## Вуди још
- Чудо (филм из 2017)
- Чудо (књига)

1. ↑  „Auggie & Me: Three Wonder Stories”. goodreads.com. Приступљено 4. 12. 2024.
2. ↑  „Agi & ja : tri priče o Čudu / R. H. Palasio”. plus.cobiss.net. Приступљено 4. 12. 2024.
3. 1 2 3 4 5 6  Palasio, R. H. (2018). Agi & ja : tri priče o Čudu. Beograd: Dereta. ISBN 978-86-6457-183-8.